# Bobrovski
Bobrovski (en rus: Бобровский) és un poble (un possiólok) de l'óblast de Kémerovo, a Rússia, que en el cens del 2010 tenia 39 habitants, pertany al districte de Mariïnsk.